# Oelsnitz/Vogtl.
Oelsnitz/Vogtl. település Németországban, azon belül Szászország tartományban. Lakosainak száma 9873 fő (2023. december 31.). Oelsnitz/Vogtl. Triebel/Vogtl. és Eichigt községekkel határos.

## Népesség
A település népességének változása:
| Lakosok száma | 12 686 | 10 380 | 10 285 | 9988 | 9951 | 9873 |
|               | 2008   | 2017   | 2019   | 2021 | 2022 | 2023 |